# Pětikozly
Pětikozly jsou obec v okrese Mladá Boleslav ve Středočeském kraji. Rozkládá se asi sedm kilometrů západně od Mladé Boleslavi. Žije zde 92 obyvatel.

## Historie
První písemná zmínka o obci pochází z roku 1360.

## Obyvatelstvo
| Rok            | 1869 | 1880 | 1890 | 1900 | 1910 | 1921 | 1930 | 1950 | 1961 | 1970 | 1980 | 1991 | 2001 | 2011 | 2021 |
| -------------- | ---- | ---- | ---- | ---- | ---- | ---- | ---- | ---- | ---- | ---- | ---- | ---- | ---- | ---- | ---- |
| Počet obyvatel | 166  | 201  | 255  | 246  | 247  | 245  | 216  | 165  | 179  | 144  | 94   | 74   | 75   | 57   | 87   |
| Počet domů     | 26   | 27   | 32   | 34   | 37   | 37   | 36   | 40   | 36   | 35   | 32   | 38   | 39   | 43   | 43   |

## Obecní správa

### Územněsprávní začlenění
Dějiny územněsprávního začleňování zahrnují období od roku 1850 do současnosti. V chronologickém přehledu je uvedena územně administrativní příslušnost obce v roce, kdy ke změně došlo:
- 1850 země česká, kraj Jičín, politický i soudní okres Mladá Boleslav, obec Rokytovec[6]
- 1855 země česká, kraj Mladá Boleslav, soudní okres Mladá Boleslav, obec Rokytovec[6]
- 1868 země česká, politický i soudní okres Mladá Boleslav, obec Rokytovec[6]
- 1900 země česká, politický i soudní okres Mladá Boleslav[7]
- 1939 země česká, Oberlandrat Jičín, politický i soudní okres Mladá Boleslav[8]
- 1942 země česká, Oberlandrat Praha, politický i soudní okres Mladá Boleslav[9]
- 1945 země česká, správní i soudní okres Mladá Boleslav[10]
- 1949 Pražský kraj, okres Mladá Boleslav[11]
- 1960 Středočeský kraj, okres Mladá Boleslav[12]
- k 1. lednu 1980 Středočeský kraj, okres Mladá Boleslav, obec Strenice[7]
- k 24. listopadu 1990 Středočeský kraj, okres Mladá Boleslav[7]

## Společnost
V obci Pětikozly (216 obyvatel) byly v roce 1932 evidovány tyto živnosti a obchody: 2 hostince, kovář, 5 rolníků, 2 obchody se smíšeným zbožím, Občanská záložna se sídlem v Pětikozlích, trafika, obecní vodárna.

## Doprava
Silniční doprava
- Okolo obce prochází silnice II/272 Benátky nad Jizerou - Bezno - Katusice - Bělá pod Bezdězem.

Železniční doprava
- Železniční trať ani stanice na území obce nejsou. Nejbližší železniční stanicí je Mladá Boleslav hlavní nádraží ve vzdálenosti pět kilometrů ležící na křížení tratí 070 z Prahy do Turnova, 064 do Staré Paky, 076 do Mělníka a 071 do Nymburka.

Autobusová doprava
- V obci zastavovala v pracovních dnech května 2011 příměstská autobusová linka Mladá Boleslav-Krásná Ves-Bělá pod Bezdězem,Březinka (5 spojů tam i zpět) (dopravce TRANSCENTRUM bus, s.r.o.).[14]